# دريجة حمراء الرقبة
دريجة حمراء الرقبة (الاسم العلمي: Calidris ruficollis) (بالإنجليزية: Red-necked Stint)‏ هو نوع من الطيور يتبع جنس الدريجة من فصيلة دجاج الارض.